# Katherine Ann Power
Katherine Ann Power, née le 25 janvier 1949 à Denver (Colorado), est une ancienne détenue américaine et fugitive de longue date qui a été inscrite sur la liste des fugitifs les plus recherchés du Federal Bureau of Investigation avec sa collègue et complice Susan Edith Saxe, en 1970. Elles participent avec trois autres complices à des vols dans un dépôt d'armes militaire de la Garde nationale du Massachusetts et dans une banque de Brighton, au Massachusetts, où le policier Walter Schroeder est tué par balle. Power est restée en fuite pendant 23 ans.
Power se livre aux autorités en 1993 après avoir commencé une nouvelle vie dans l'Oregon. Elle plaide coupable et est emprisonnée dans le Massachusetts pendant six ans avant d'être libérée avec sursis de 14 ans. En prison, Power termine son baccalauréat et, après sa libération, obtient un master à l'Oregon State University. Elle réside depuis dans la région de Boston.

## Jeunesse
Katherine Power grandit dans une famille nombreuse, troisième enfant d'une famille de sept. Ses parents, Winfield et Marjorie, l'élèvent avec des principes catholiques. Son père est gestionnaire de crédit bancaire et sa mère est infirmière,. Elle devient éclaireuse et remporte une bourse d'études au Marycrest Girls High School, une école catholique du Colorado. Pendant ses études secondaires, elle remporte un prix de cuisine Betty Crocker, elle écrit régulièrement une chronique pour le Denver Post, elle obtient son diplôme de major de promotion et elle reçoit une bourse d'études à l'Université Brandeis, une école d'arts libéraux à Waltham, Massachusetts.
En 1967, elle fréquente l'Université Brandeis, où elle étudie la sociologie, à une époque où il y a beaucoup de manifestations contre la guerre du Vietnam à l'école. Elle se déplace sur le campus sans soutien-gorge, pieds nus, et elle porte un sarrau de couleur orange, ce qui la rend connue. Elle est présente aux rassemblements de protestation des étudiants pour une société démocratique, et s'implique dans le Brandeis Strike Information Centre. Elle et sa colocataire Susan Saxe organisent des manifestations étudiantes pour un comité connu sous le nom de National Student Strike Force . Les deux femmes font également la connaissance de leur collègue organisateur, Stanley Ray Bond, un ancien détenu et soldat suivant des cours à l'université dans le cadre d'un programme spécial.

## Protestation et meurtre
Grâce à leur association avec Bond, Power et Saxe s'impliquent dans un complot visant à armer les Black Panthers en réponse à l'implication des États-Unis dans la guerre du Vietnam. Bond les présente à d'anciens détenus William Gilday et Robert Valeri. Le groupe complote pour effectuer un vol à la State Street Bank & Trust. Le 20 septembre 1970, le groupe pénètre dans un arsenal de la Garde nationale à Newburyport, Massachusetts et vole 400 cartouches de munitions. Ils volent également des armes et incendient l'installation, causant environ 125 000 $ de dégâts.
Trois jours plus tard, le 23 septembre 1970, le groupe braque une banque à Brighton, dans le Massachusetts, portant des armes de poing, un fusil de chasse et une mitraillette,. Le premier policier sur les lieux, Walter Schroeder, est blessé par balle dans le dos par Gilday alors qu'il tentait d'arrêter le braquage. Il est décédé par la suite de ses blessures. Le groupe s'enfuit avec 26 000 $ en espèces qu'il prévoyait d'utiliser pour financer un renversement du gouvernement fédéral. Power était au volant de l'un des deux véhicules.
Lors d'une perquisition dans son appartement après le vol de la banque, la police trouve des preuves liant Power aux deux vols. Cela comprend des armes, des munitions et un standard téléphonique de l'armurerie. Les avocats de Power diront par la suite qu'elle a été impliquée dans les vols parce qu'elle a été manipulée par Bond.

## Fugitive
Gilday, Valeri et Bond sont capturés peu de temps après le vol de Brighton. Bond meurt en détention alors qu'il fabrique une bombe dans le cadre d'une tentative d'évasion, tandis que Valeri témoigne contre Gilday. Valeri a été condamné à 25 ans de prison pour vol, tandis que Gilday a été condamné à mort,. Power et Saxe ont échappé à la capture.
En novembre 1970, Power et Saxe deviennent les seizième et dix-septième personnes sur la liste des fugitifs les plus recherchés du FBI. Au début, Power et Saxe voyagent ensemble, échappant à l'arrestation en se cachant dans des communautés de femmes. Elles voyagent au Connecticut et Power prend le nom de Mae Kelly. Saxe échappe à l'arrestation jusqu'en 1975, date à laquelle elle est capturée à Philadelphie. Elle purge ensuite cinq ans de prison.
Avant sa reddition en 1993, Power avait été vue pour la dernière fois dans le Kentucky en 1974. En 1977, elle prend le pseudonyme d'Alice Louise Metzinger, le nom d'un enfant décédé en 1948. En 1979, elle déménage à l'ouest de l'Oregon et donne naissance à un fils, Jamie, d'un père inconnu.
Comme les autorités reçoivent trop peu d'informations concernant l'emplacement de Power, elle est finalement retirée de la liste des fugitifs les plus recherchés en 1984. L'année suivante, elle s'installe dans la ville de Lebanon dans la vallée de Willamette en Oregon avec son fils Jamie et son petit ami Ron Duncan, boucher et comptable,. Dans l'Oregon, Power donne des cours de cuisine au Linn-Benton Community College à Albany et travaille dans des restaurants à Corvallis et à Eugene. Elle écrit des articles traitant de cuisine pour le Corvallis Gazette-Times et devient copropriétaire du Napoli Restaurant and Bakery à Eugene.
Power souffrait de dépression clinique depuis l'enfance, et confie son statut de fugitive à sa thérapeute Linda Carroll. Elle a envie d'arrêter d'utiliser son nom d'emprunt. Grâce à sa thérapie qui comprend le procès simulé d'un soldat de la guerre du Vietnam accusé d'avoir tué des civils, elle commence à se préparer à se livrer aux autorités. Sa thérapie comprend aussi sa décision d'épouser Duncan en 1992 et de révéler son passé à ses amis.

## Reddition
En 1993, Katherine Ann Power négocie une reddition avec les autorités et met fin à 23 ans de cachette. Les négociations sont menées par ses avocats Steven Black, un défenseur public, et Rikki Klieman, un éminent avocat de Boston. Le 15 septembre 1993, elle plaide coupable à deux chefs d'accusation : vol à main armée et d'homicide involontaire . À l'époque, son fils Jamie avait 14 ans et était en première année au lycée, tandis que Power avait 44 ans. Son mari, Ron Duncan, a adopté Jamie. 
Au tribunal, Power fait la déclaration suivante au sujet de l'agent Schroeder : « His death was shocking to me, and I have had to examine my conscience and accept any responsibility I have for the event that led to it. » 

Traduction : « Sa mort était choquante pour moi, et j'ai dû examiner ma conscience et accepter ma part de responsabilité dans les événements qui y ont mené. » 
Power est condamnée à huit à douze ans de prison pour le vol et à cinq ans de prison et à une amende de 10 000 $ pour les crimes de l'armurerie de la Garde nationale. De plus, le juge Robert Banks de la Cour supérieure du comté de Suffolk impose une condition de probation pour que Power ne puisse pas profiter de son crime. Les banques ont fait remarquer que la peine négociée était insuffisante. La période de cinq ans de prison devait être purgée en même temps que la peine de huit à douze ans, avec possibilité de libération conditionnelle après cinq ans. Cette condition de probation l'empêchait également de profiter directement ou indirectement de la narration de son histoire. Power a fait appel pour cette partie de la condamnation, mais la Cour judiciaire suprême du Massachusetts a rejeté l'argument et la Cour suprême des États-Unis a refusé le certiorari . 
Dans une déclaration publique de 1993, Power a déclaré : « The illegal acts I committed arose not from any desire for personal gain but from a deep philosophical and spiritual commitment that if a wrong exists, one must take active steps to stop it, regardless of the consequences to oneself in comfort or security. » 

Traduction : « Les actes illégaux que j'ai commis ne viennent pas d'un désir de profit personnel, mais d'un profond engagement spirituel et philosophique : si un tort existe, on doit effectuer des actions pour l'arrêter, peu importe les conséquences pour son confort ou sa sécurité. »

## Prison et libération
Pendant sa détention, Power obtient son diplôme universitaire en études libérales à l'Université de Boston. En mars 1998, Power devient éligible à la libération conditionnelle pour bonne conduite, mais retire sa demande après l'opposition de la famille de la victime. Le 2 octobre 1999, elle est libérée de prison au Massachusetts et placée en probation pendant quatorze ans après avoir purgé six ans de prison. Agée de cinquante ans au moment de sa libération, Power retourne en Oregon, dans la famille qu'elle avait formée alors qu'elle était en fuite. Peu de temps après sa libération, elle apparaît lors d'un forum public sur la paix à l'Université Willamette à Salem, Oregon, où elle remet en question la "posture violente" de certaines personnes du mouvement pour la paix, dont le militant Philip Berrigan.
Plus tard, Power s'inscrit à des études supérieures à l'Université d'État de l'Oregon à Corvallis, où elle travaille sur une maîtrise en études interdisciplinaires avec comme sujets principaux l'écriture, la philosophie et l'éthique. Elle enseigne aussi la composition pour les élèves de première année, au département d'anglais. Le 10 mai 2001, elle lit un poème qu'elle a écrit intitulé "Falling from Darkness" à Corvallis. Elle obtient son MAIS (Master of Arts in Interdisciplinary Studies) cette même année. En septembre 2001, Katherine Ann Power représente le département de philosophie de l'État de l'Oregon dans une série de conférences sur la biotechnologie. En 2008, elle travaille pour Cambridge Cares About AIDS dans la région de Boston.